# Daulat Khan
Pour les articles homonymes, voir Khan (homonymie).
Daulat Khan (en ourdou et en pachto : دولت خان), né le 19 mai 1957 à Peshawar, est un joueur professionnel de squash représentant le Pakistan. Il atteint en septembre 1982 la 27e place mondiale sur le circuit international, son meilleur classement. Il est champion du monde par équipes en 1977.

## Biographie
Il commence à jouer au squash en 1968 à l'âge de 11 ans.
Il participe aux championnats du monde 1982 et 1983 s'inclinant à chaque fois au premier tour.

## Palmarès

### Titres
- Championnats du monde par équipes : 1977

### Finales
- Championnats du monde par équipes : 1979